# Энгельгардт, Василий Васильевич (1785)
Василий Васильевич Энгельгардт (14 (25) июня 1785 — 20 октября (1 ноября) 1837) — один из богатейших людей Санкт-Петербурга и России, миллионщик, знакомый Пушкина, полковник.
Один из наследников огромнейших богатств Григория Александровича Потёмкина, самого известного фаворита Екатерины II и государственного деятеля, после свадьбы с одной из богатейших невест Российской империи Ольгой Михайловной, наследницей легендарного миллионера Кусовникова, богачей Ольхиных и купцов-миллионеров Евреиновых, приумножил свой капитал, получил в приданное несколько роскошных особняков и сделался одним из крупнейших землевладельцев того времени.

## Биография
Один из внебрачных (узаконенных) сыновей крупного землевладельца Василия Васильевича Энгельгардта, унаследовавшего часть богатств своего дяди князя Потёмкина-Таврического. Часть этого состояния перешла со временем к Энгельгардту-младшему.
Родился 14 (25) июня 1785 года. Воспитывался в Иезуитском пансионе.
Находился на военной службе: был офицером Литовской гвардии, принимал участие в заграничных походах 1813—1815 годов и 3 июня 1813 года был награждён орденом Святого Владимира 4-й степени с бантом. В отставку вышел в чине полковника.
Владел в Петербурге великолепным домом на Невском проспекте (ныне дом № 30) с концертным залом, где давал публичные концерты и костюмированные балы, на которых бывали и члены царской фамилии. Со слов П. А. Вяземского:

Энгельгардт хорошо и всенародно был знаком Петербургу. Расточительный богач, не пренебрегающий весельями жизни, крупный игрок, впрочем, кажется, на веку своем более проигравший, нежели выигравший, построитель в Петербурге дома, сбивающегося немножко на парижский Пале-Рояль со своими публичными увеселениями, кофейнями, ресторанами. Построение этого дома было событием в общественной жизни столицы. Пушкин очень любил Энгельгардта за то, что он охотно играл в карты, и за то, что очень удачно играл словами: острые выходки и забавные куплеты его ходили по городу.
Пушкин свёл знакомство с Энгельгардтом по окончании Лицея и в 1819 году посвятил ему стихотворение «Я ускользнул от Эскулапа…». Они встречались на заседаниях общества «Зелёная лампа», на театральных представлениях, на балах в «зале Энгельгардта». В круг знакомых последнего входили также В. А. Жуковский, П. А. Вяземский, А. И. Тургенев, М. И. Глинка. Нередко давал взаймы знакомым литераторам, среди которых был и Пушкин. Именно у Энгельгардта видел Пушкина в январе 1837 года 18-летний Иван Тургенев.

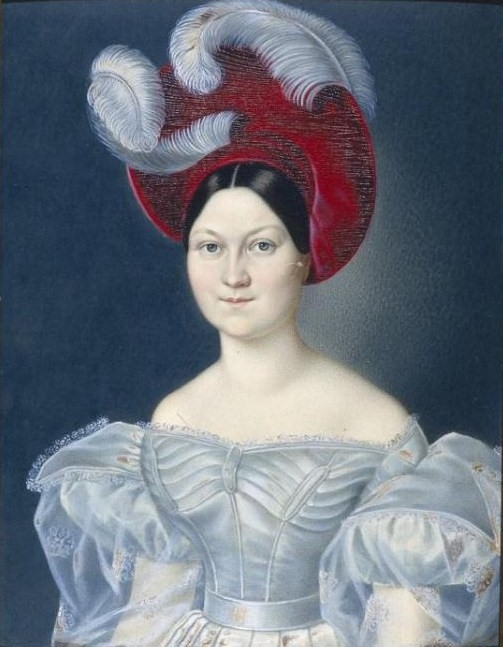
Ольга Михайловна Энгельгардт

Умер в Петербурге 20 октября (1 ноября) 1837 года; похоронен на Смоленском лютеранском кладбище.

## Семья
Жена (с 5 ноября 1815 года) — Ольга Михайловна Кусовникова (23.06.1796—21.12.1853), дочь богатого откупщика и сестра генерал-лейтенанта А. М. Кусовникова, получила миллионное приданое и дом на Невском проспекте. Венчались в Петербурге в Морском Богоявленском соборе. Похоронена на кладбище Феодоровской церкви Александро-Невской лавры.
Их дети: 
- Василий (1816—1868), генерал-майор;
- Ольга (10.10.1817[8]),
- Екатерина (27.09.1818[9]—1902; в замужестве Ольхина),
- Любовь (12.09.1820[10]);
- Софья (1824—1877, в замужестве Ханыкова[11]),
- Михаил (1824—1872),
- Николай (1826)
- Елизавета.